# Api Claudi Sabí (cònsol 471 aC)
Api Claudi Sabí (llatí: Appius Claudius App. f. M. n. Sabinus) va ser un magistrat romà del segle v aC. Era fill d'Api Claudi Sabí Regil·lensis i formava part de la gens Clàudia.
Candidat al consolat l'any 482 aC, no va guanyar el càrrec per l'oposició dels tribuns, però va ser cònsol patrici el 471 aC i es va oposar amb fermesa a les rogatio de Voleró Publili, tribú de la plebs, fins i tot per la força. Va dirigir l'exèrcit contra eques i volscs i com que els soldats eren plebeus va exercir sobre ells maltractaments i, quan l'enemic els va atacar, els soldats van deixar les armes i van fugir. El cònsol va castigar els soldats amb extrema severitat i els va aplicar la delmació.
A l'any següent es va oposar a l'execució de la llei agrària d'Espuri Cassi i va ser portat a judici pels dos tribuns. Abans del judici es va suïcidar.